# Герасименко Петро Володимирович
Петро Володимирович Герасименко — український державний, військовий і громадсько-політичний діяч. Член Всеукраїнської Ради військових депутатів, обраний від 1-го Українського ім. Б. Хмельницького полку, член Української Центральної Ради 3-го складу. Звання — прапорщик російської армії. Делегат 2-го Всеукраїнського військового з'їзду.